# Rezerwat przyrody Wólczańska Góra
Rezerwat przyrody Wólczańska Góra – rezerwat przyrody nieożywionej położony w gminie Siennica, w leśnictwie Siennica, w uroczysku Wólka Dłużewska II (województwo mazowieckie). Lokalna nazwa rezerwatu to „Górka”.
Został powołany Zarządzeniem Ministra Leśnictwa i Przemysłu Drzewnego z dnia 16 stycznia 1978 roku (M.P. z 1978 r. nr 4, poz. 20) na powierzchni 4,72 ha. Obecnie zajmuje powierzchnię 5,01 ha.
Celem ochrony, według aktu powołującego, jest zachowanie ze względów naukowych, dydaktycznych i krajobrazowych ozu – rzadko spotykanej formy morfologicznej.
Na szczycie znajduje się pamiątka z II wojny światowej – samotna mogiła kresowiaka, kaprala Piotra Szczuckiego z Krzemieńca, który 14 września 1939 r. zginął w bitwie pod Wólką Dłużewską.

## Klasyfikacja rezerwatu
Jest to rezerwat przyrody nieożywionej (N), częściowy, na gruntach leśnych; 
- według głównego przedmiotu ochrony jest to rezerwat geologiczny i glebowy (PGg) podtypu skał, minerałów, osadów, gleb i wydm (smg),
- według głównego typu środowiska należy do typu leśnego i borowego (EL) podtypu borów nizinnych (bni)[2].

## Walory przyrodnicze
Jest to jedna z najlepiej zachowanych i największych form ozowych w Polsce Środkowej. Zbocza ozu dość stromo opadają ku dolinie rzeki Świder.
Występują tu dwa zbiorowiska leśne: dąbrowa świetlista i bór świeży.